# Námestie Ľudovíta Štúra

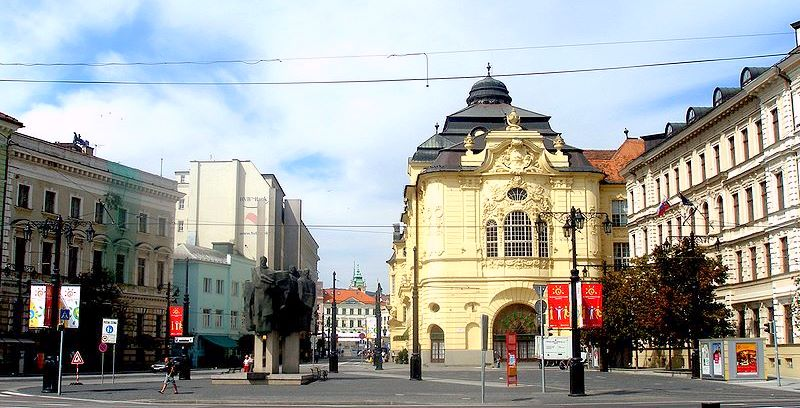
Ľudovít-Štúr-Platz vom Süden mit dem 1972 errichteten Štúr-Denkmal

Námestie Ľudovíta Štúra ist ein Platz in der Altstadt von Bratislava (dt. Preßburg, ung. Pozsony). Benannt ist er nach dem slowakischen Schriftsteller und Politiker Ľudovít Štúr. Bis 1921 trug er den Namen „Krönungshügelplatz“.

## Namen
In der Stadt gibt es nur wenige öffentliche Plätze, die eine so bewegte – und von Symbolen geprägte – Vergangenheit vorweisen können wie dieser Platz. Diese bewegte Vergangenheit kann auch an den häufigen Umbenennungen des Platzes wie folgt demonstriert werden:
- 1709 „Königsberg gegen Neustadt“
- 1733 „Königsberg“ (auch „Monticulus regis“)
- 1773 „Königsbergerplatz“
- 1798 „Königsgassen“
- 1804 „Mons Regius“
- 1807 „Donau Neustift“
- 1880 „Krönungshügelplatz“ (auch ung. „Koronázásidomb-tér“)
- 1921 „Korunovačné námestie“
- 1931 „Námestie 28. októbra“
- 1939 „Námestie 14. Marca“
- 1940 „Námestie Dr. Budayho“
- 1945 „Rooseweltovo námestie“
- 1972 „Námestie Ľudovíta Štúra“

## Allgemeines und Topographie des Platzes
Der Platz befindet sich am Donauufer von Bratislava. Drei Straßen treffen sich hier: die Mostová (deutsch Bruckgasse) nach Norden Richtung Nationaltheater (altes Gebäude) und Hviezdoslavovo námestie (Hviezdoslav-Platz, bis 1921 Kossuthplatz), Vajanského nábrežie (deutsch Justilände) und Fajnorovo nábrežie (deutsch Fadrusz-János-Quai) nach Osten und Rázusovo nábrežie (deutsch Graf Batthyany Lajos-Quai, früher Donauquai oder noch älter Donaulände) nach Westen. Drei palaisartige Gebäude befinden sich auf dem Platz: Auf der Westseite steht das Esterházy-Palais, wo ein Teil der Slowakischen Nationalgalerie beherbergt ist. Nördlich des Platzes steht die Reduta („Redoute“, zwischen 1913 und 1915 von den Budapester Architekten Dezső Jakab und Marcell Komor errichtet), der Sitz der Slowakischen Philharmonie. Vorher stand auf dieser Stelle der 'Theresianische Schüttkasten', ein Getreidespeicher, der 1911 abgerissen wurde. Auf der Ostseite befindet sich das Lanfranconi-Palais, bis 2010 Sitz des slowakischen Umweltministeriums.
Auf dem Platz liegt ein Straßenbahnknoten als Teil des Öffentlichen Personennahverkehrs Bratislavas. Von 1914 bis 1945 bestand hier das Pressburger Ende (eigentlich eine Schleife) der Pressburger Bahn.

## Geschichte
Bis zum Beginn des 18. Jahrhunderts verlief auf dem heutigen Platz ein Rest eines Seitenarms der Donau. In dieser Zeit war dieser Seitenarm zugeschüttet.

### Der Theresianische Krönungshügel

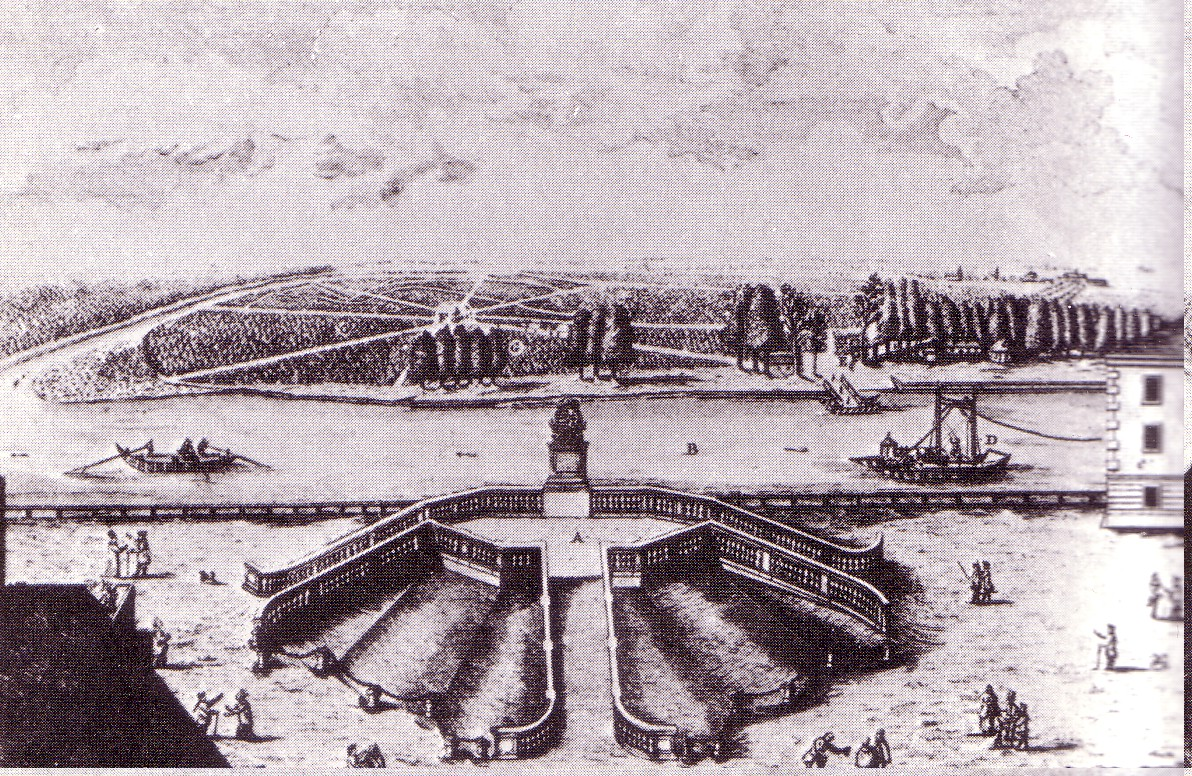
Eine der ältesten Darstellungen des Theresianischen Krönungshügels mit Donaustrom. Im Hintergrund ist der sehr wohl gärtnerisch geordnete Aupark am rechten Donauufer zu sehen.

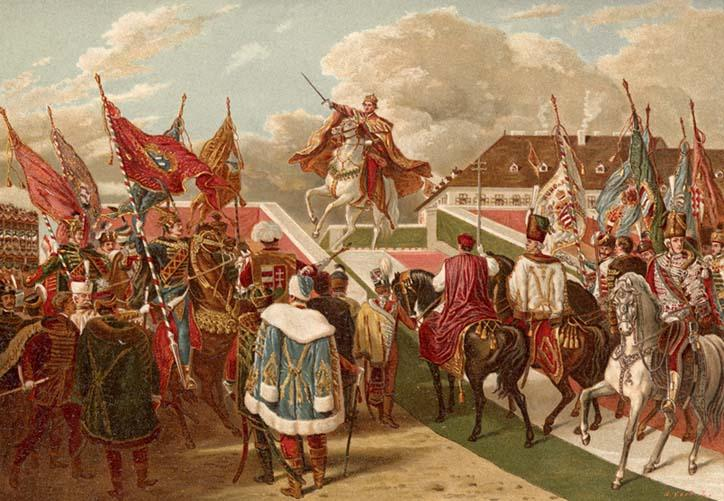
Kaiser Ferdinand I. nach der Krönung zum König von Ungarn am 29. September 1830 am Krönungshügel zu Preßburg.

In der zweiten Hälfte des 18. Jahrhunderts entstand hier ein Krönungshügel, der vorher beim heute abgerissenen Fischertor stand, wo neu gekrönte Könige von Ungarn auf dem Pferd hinaufgingen. Auf dem Hügel wiesen sie als Zeichen der Bereitschaft, das Königreich zu verteidigen, mit ihrem Schwert in alle vier Himmelsrichtungen. Dies war zugleich das Ende der Krönungszeremonie. Sie fand nach der Erstellung des Krönungshügels nur zweimal statt: bei den Krönungen von Leopold II. im Jahr 1790 und von Ferdinand I. im Jahr 1830. Danach fanden keine Krönungen mehr im Martinsdom statt.

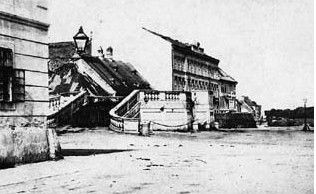
Der Krönungshügel vor 1870. Die Ostseite des Platzes ist noch mit der ursprünglichen Bebauung (Königliches Salzamt), vor dem Bau des Lanfranconi-Palais zu sehen. Links im Bild ist die Ecke der Wasserkaserne sichtbar.

Am 3. August 1773 begann man den Krönungshügel auf seinen jetzigen Platz (dort, wo dann später das Maria Theresia-Denkmal stand; von Johann Matthias Korabinsky wird der Platz als „Königsbergerplatz“ bezeichnet) zu verlegen. Vom 20. bis 24. November 1774 befand sich Maria Theresia persönlich in Preßburg, um den vorgeschlagenen Platz für den neuen Krönungshügel zu begutachten. Gemäß Ortvay scheinen die Arbeiten bereits 1775 abgeschlossen zu sein. Es handelte sich hier um ein überregionales Denkmal, welches für ganz Altungarn staatspolitische und nationale Bedeutung hatte und daher auch entsprechend aufwendig gestaltet werden sollte. Mit der Ausgestaltung des neuen Hügels (auch hierfür wurde Erde zur Aufschüttung des Hügels aus allen Komitaten Altungarns benutzt) ist von der Kaiserin ebenfalls der berühmte Wiener Architekt Franz Anton Hillebrandt beauftragt worden. Im Süden, zur Donau hin, wurde auf dem in Stil des Spätbarock gehaltenen Hügel eine Ziermauer aus Granit errichtet, die mit der Stephanskrone sowie dem ungarischen Staatswappen geschmückt war. Die drei Aufgangsrampen (vom Norden, Westen und Osten her) bestanden aus Stein und wurden von gehauenen Geländerblöcken umgrenzt, die im unteren Bereich (Straßenniveau) mit schweren Eisenketten verbunden waren. Die Kosten für das Denkmal betrugen rd. 40 000 Gulden.
Bei dem Platz wurde 1825 eine hölzerne Schiffbrücke zum Vorort Engerau (heute Petržalka) errichtet. Sie trug den Namen von Karoline Auguste, die im selben Jahr im Martinsdom gekrönt wurde. Die Brücke wurde erst 1891 abgetragen, als die feste Überquerung (damals Franz-Josephs-Brücke, heute Alte Brücke) errichtet wurde.
Nachdem im Josephinischen Zeitalter bereits 1783 die Ungarische Kammer und bis zur Mitte des 19. Jh. weitere Teile der für die Staats- und Regierungsgeschäfte zuständigen Landesverwaltung nach Pest – Buda, dem aufstrebenden späteren Budapest, verlegt wurden, verlor auch der Krönungshügel zu Preßburg seine ursprüngliche Bedeutung. Und da man im Jahre 1870 – im Zuge der Donauregulierungsarbeiten – auch mit weiterer Auffüllung des Geländes am linken Donauufer beginnen wollte, wurde in einer Sitzung am 4. Mai 1870 vom Stadtrat Preßburg, unter Leitung des Bürgermeisters Heinrich Justi, die Abtragung des Krönungshügels beschlossen, nachdem vorab bereits im Jahre 1869 die Zustimmung des k.u. Innenministeriums eingeholt wurde. Gleichzeitig beschloss der Stadtrat, auf diese Stelle als Erinnerung an die Krönungsfeierlichkeiten ein würdiges Denkmal zu setzen, was dann mit Errichtung des Maria Theresia Denkmals auch realisiert wurde. Der Hügel wurde 1870–71 auf Anlass des Stadtrats abgetragen.

### Maria-Theresien-Denkmal
Das Maria-Theresia-Denkmal auf dem Platz wurde 1897 eingeweiht und 1921 durch tschechoslowakische Legionäre zerstört.

### Der Platz in der neuen Tschechoslowakei

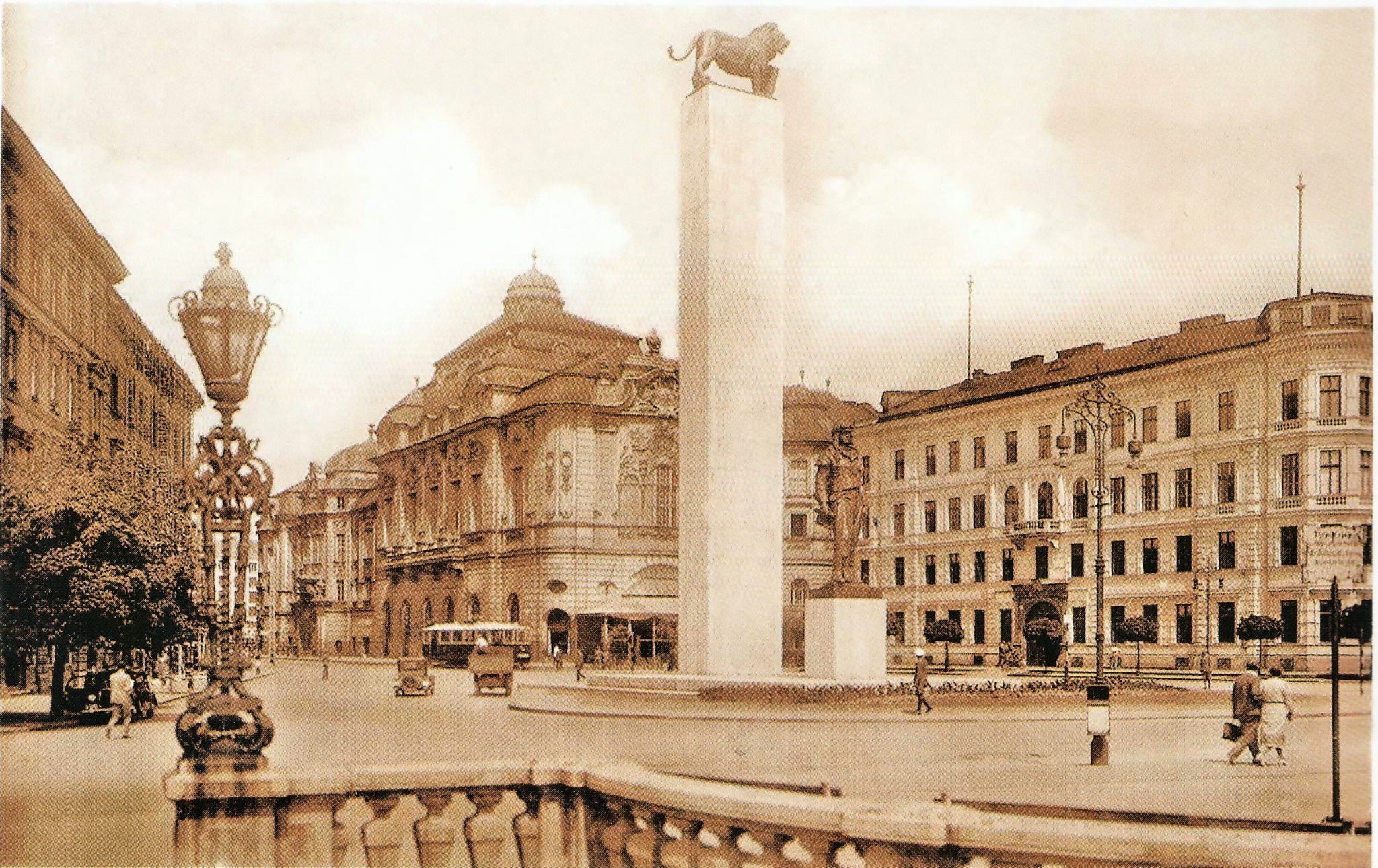
Štefánik-Denkmal am ehemaligen Krönungshügelplatz

Aus Anlass des 10-jährigen Bestehens der Tschechoslowakei im Jahre 1928 wurde der Wunsch geäußert, den Platz wieder mit einem Denkmal zu schmücken. Nach einem Künstlerwettbewerb erhielt der Prager Bildhauer Bohumil Kafka am 28. Oktober 1928 den Auftrag, ein Denkmal zu Ehren des Generals Milan Rastislav Štefánik zu errichten. Die ursprüngliche Konzeption des Denkmals sah eine überlebensgroße – in Erz gegossene – Figur von Štefánik in Fliegeruniform vor, die von vier riesigen Pfeilern (Pylonen) – welche von Löwen gekrönt sein sollten – umgeben war. Die vier Löwen sollten die vier Wappen der die damalige ČSR bildenden Länder in den Pranken halten. Gemäß ursprünglichem Terminplan sollte das Denkmal am 28. Oktober 1935 enthüllt werden. Da sich die Arbeiten immer wieder verzögerten, konnte der Termin aus verschiedenen Gründen nicht eingehalten werden.
Jedoch in Kreisen von national bewussten Slowaken stieß das Monument – des „Tschechoslowakisten“ Štefánik – auf immer größeren Widerstand. Deshalb wurde eine zweite Variante vorgelegt, die jetzt nur noch einen Pfeiler mit Löwen vorsah. Im Jahre 1938 wurde das Denkmal in modifizierter Form realisiert. Im Juni 1940 wurde die Statue des Löwen entfernt; Adolf Hitler selbst sollte kurz nach der Besetzung Petržalkas durch das Dritte Reich im Jahr 1938 angeblich ausgerufen haben: „Die Katz muss runter!“ (nach anderen Quellen: „Die Katze muss weg!“). Die Statue von Štefánik selbst wurde etwa 1954 entfernt und in den 1970er Jahren eingeschmolzen.
Im Jahre 1972 wurde auf den ehemaligen Krönungshügel ein Monument für den Kodifikator der slowakischen Schriftsprache Ľudovít Štúr errichtet. Der Entwurf stammte von den Bildhauern Tibor Bártfay und Ivan Szalay.
Am Tag des Beitritts der Slowakei in die Europäische Union am 1. Mai 2004 wurde in Anlehnung an den Krönungshügel der sogenannte Integrationshügel eingeweiht, der symbolisch unter Verwendung von Erde aus den 25 damaligen EU-Ländern entstand. Er befand sich jedoch nicht an der Stelle des ursprünglichen Hügels, sondern mehr am Rande des Platzes an der Promenade. Nach dem Abschluss der Errichtung des Hochwasserschutzwalls und dem Bau der neuen Promenade wird der Hügel nicht mehr bestehen.